# TV Media Narodowe
TV Media Narodowe (też: Telewizja Media Narodowe, TV MN) – polska stacja telewizyjna o charakterze informacyjno-publicystycznym, utworzona w 2023 roku i nadająca do stycznia 2025 roku.

## Historia
Telewizję Media Narodowe zarejestrowano pod koniec stycznia 2023 roku jako spółkę akcyjną. W jej zarządzie zasiedli Robert Bąkiewicz (Były prezes Stowarzyszenia Marsz Niepodległości i inicjator internetowych „Mediów Narodowych”), Piotr Barełkowski i Tomasz Kalinowski (we wrześniu 2024 przeszedł do TV Republika). Wśród autorów publicystyki stacji znalazły się takie osobistości jak Marian Piłka, Jan Bodakowski, Piotr Strzembosz, Radosław Patlewicz, Piotr Barełkowski, Ludwik Pęzioł, Jan Hernik, Michał Jelonek (w styczniu 2024 przeszedł do TV Republika), czy Oliwier Pochwat (we wrześniu 2024 przeszedł do telewizji wPolsce24).
Pierwotnie stacja miała wystartować 11 listopada 2022 roku, ale nie otrzymała w porę koncesji od Krajowej Rady Radiofonii i Telewizji. Ostatecznie TVMN rozpoczęła nadawanie od wiosny 2023 roku. 3 stycznia 2024 roku serwis YouTube usunął kanał TV Media Narodowe ze swojej platformy. 14 lutego 2024 roku Robert Bąkiewicz zrezygnował z funkcji prezesa zarządu spółki Telewizja Media Narodowe. Obowiązki prezesa przejął Piotr Barełkowski. 21 lutego 2024 kanał zajął większość czasu antenowego lokalnej Zebrry.tv, dzięki czemu stacja trafiła „tylnymi drzwiami” do Vectry, jednak 1 marca operator wyłączył kanał ze swojej oferty w związku ze złamaniem warunków umowy. Od 2024 do 2025 stacja była nadawana na trzech lokalnych
multipleksach: MUX-L4 (kanał 27 – 522 MHz) we Wrocławiu i Świdnicy, MUX-L3 (kanał 36 – 594 MHz) w Częstochowie i Tomaszowie Mazowieckim, MUX-L1 (kanał 38 – 610 MHz) w Jeleniej Górze.W kwietniu 2024 do zespołu stacji dołączył satyryk Marcin Wolski (Do połowy grudnia 2023 roku współpracującego z TVP przy programie „W tyle wizji”), ze swoim nowym felietonowym programem „Marcin Wolski przedstawia”.
31 lipca 2024 roku na portalu TVMN.pl ukazały się ostatnie artykuły. Z powodu cięć budżetowych redakcja strony została zlikwidowana. Z początkiem sierpnia wchodząc na portal (tvmn.pl) następowało do grudnia 2024 roku przekierowanie na podstronę TV (tvmn.pl/tv). 1 listopada 2024 roku TVMN rozpoczął nadawanie programu Publicystyka.tv, który docelowo według informacji nadawcy stacji po dopełnieniu formalności w Krajowej Radzie Radiofonii i Telewizji (KRRiT) ma zastąpić stację telewizyjną TV MN. Stacja telewizyjna Publicystyka.tv jest osobnym podmiotem wobec TV Media Narodowe i w przeciwieństwie do stacji TVMN ma mieć charakter wyłącznie publicystyczny bez charakteru informacyjnego oraz jej nadawcą jest spółka Iluminacja Nowa. W grudniu 2024 działalność zakończyła oficjalna strona internetowa stacji tvmn.pl/tv. W styczniu 2025 Krajowa Rada Radiofonii i Telewizji (KRRiT) wpisała na wniosek spółki Iluminacja Nowa do rejestru telewizyjnych stacji internetowych stację telewizyjną Publicystyka.tv i tym samym TVMN oficjalnie zakończyła działalność, a spółka Telewizja Media Narodowe będąca nadawcą TVMN została postawiona w stan likwidacji. 
W czerwcu 2025 w sieciach kablowych i w przestrzeni internetowej na kanale TVMN, gdzie nadawany był później program stacji Publicystyka.tv, emitować zaczęto ramówkę katolickiej stacji María Visión Polska, której pierwowzór wywodzi się z Meksyku.